# Protekcionizmus
A protekcionizmus a külgazdaság hatásai ellen védekező gazdaságpolitika. Eszközei a védővámok, az importkvóták, adókedvezmények, az állami intervenció az árupiacokon, a különféle, importot gátló kormányzati intézkedések, a belgazdaság termelőit védő dömpingellenes rendelkezések, a valutaárfolyamok. Éles ellentéte a szabadkereskedelemnek, ahol minden korlátot leépítenek, ami a nemzetközi kereskedelmet gátolhatja.
Az utóbbi néhány száz évben többször erősödtek a protekcionista trendek. Már a merkantilizmus is ilyennek tekinthető, de a Napóleon sújtotta Anglia is korlátozta például a külföldi élelmiszerek importját. David Ricardo a komparatív előnyök elméletével mutatta be, miért károsabb ez a helyzet bel- és külföldieknek egyaránt, mintha feloldanák a korlátozásokat.
Az első világháborút követően az európai országok sorra léptettek életbe védővámokat szomszédaikkal szemben, részben a jobb tárgyaláson érvényesíthető alkupozícióik érdekében is. A gazdaság talpra állásával fokozatosan építettek le a korlátokat, de az 1929-es világgazdasági válság ismét a protekcionizmusba sodorta a világot, amiből csak évtizedekkel későbbre lábalt többé-kevésbé ki.